# Clarice Lispector

Clarice Lispector et Tom Jobim.

Clarice Lispector, née le 10 décembre 1920 à Tchetchelnyk, actuellement en Ukraine, et morte le 9 décembre 1977 à Rio de Janeiro au Brésil, est une femme de lettres brésilienne.
Reconnue internationalement pour ses romans novateurs, mais aussi en tant que nouvelliste et journaliste, elle est considérée comme un des auteurs brésiliens les plus importants du vingtième siècle (bien que le mot « écrivain » ait un féminin en portugais, Clarice Lispector a toujours refusé son utilisation, assurant « appartenir aux deux sexes »).
Issue d'une famille ashkénaze ukrainienne, elle est décrite par Benjamin Moser, prix Pulitzer 2020 pour son autobiographie de Susan Sontag, comme « l'écrivain juif le plus important depuis Kafka ».

## Biographie

### Origines familiales et formation
Clarice Lispector, née Chaya Pinkhasovna Lispector, voit le jour en 1920 à Tchéchelnyk, un shtetl d’Ukraine situé dans la province rurale, pauvre et agraire de Podolie, alors que sa famille se prépare à l'exil hors d'URSS, en partance vers le Brésil, fuyant la persécution des juifs d'Ukraine après la Révolution de 1917 et la disparition de la Zone de résidence.
Elle est la plus jeune des trois filles de Pinkhas et Mania Lispector[réf. nécessaire]. Sa mère est violée lors d'un pogrom, contractant la syphilis lors de cette agression.
Elle a seulement deux mois quand la famille arrive au Brésil, s'installant d’abord à Maceió (Alagoas), où sa mère a des parents, plus tard à Recife (Pernambouc), où Clarice effectue sa scolarité et où elle écrit ses premiers essais. Probablement en raison d’un choc post-traumatique lié à son viol, sa mère est alors atteinte d’hémiplégie. Elle contracte ensuite la maladie de Parkinson. Son état se détériore rapidement. Elle décède quelques années plus tard, alors que Clarice a neuf ans.
Quelques années après la mort de la mère de Clarice en 1929, son père décide que sa famille doit revenir vivre à Rio de Janeiro, alors que la jeune fille est adolescente et a déjà 14 ans. À Rio, elle étudie le droit.

### Mariage et séjours en Europe (1943-1959)
En 1943, elle épouse un camarade de classe, Maury Gurgel Valente.
Son mari se lance dans une carrière diplomatique, qui les conduit dans différents pays, les États-Unis, l'Italie, la Suisse et l'Angleterre. En Italie, pendant la Seconde Guerre mondiale, le couple accompagne la Force expéditionnaire brésilienne qui combat au sein de la 5e armée américaine.
Ils voyagent ainsi pendant une quinzaine d'années. Deux fils naissent pendant cette période. Clarice Lispector se sépare de son mari en 1959, et retourne avec ses enfants au Brésil.

### Carrière d'écrivain et de journaliste
Elle parle couramment le français, mais aussi l'anglais et maîtrise plusieurs autres langues, en particulier l’italien, l’allemand et le yiddish. Ses compétences lui permettent de traduire des livres de l'anglais et du français vers le portugais.
Elle entend parler le yiddish à la maison jusqu'à la mort de sa mère, fin 1929, alors qu’elle a neuf ans, mais déclare que le portugais est sa langue de cœur et n'a jamais écrit dans une autre langue.
En 1944, elle publie son premier roman Près du cœur sauvage (Perto do coração selvagem). Des critiques croient déceler dans ses publications l'influence des œuvres de Virginia Woolf et de James Joyce,,, mais elle n’a alors lu ni l’un ni l’autre. Ce roman, comme toutes les œuvres à venir, est marqué par une focalisation intense sur les états intérieurs, l'introspection, les émotions profondes, la foi et la solitude interne. Mais elle ne se laisse pas abattre, concluant Près du cœur sauvage par cette affirmation : « De toute lutte ou repos, je me lèverai forte et belle comme un jeune cheval ».
Bâtisseur de ruines est le deuxième roman traduit en français, l'histoire d'un homme qui explore la solitude et réapprend le langage après avoir tout oublié et  commis l'irréparable en tuant sa femme. La Passion selon G. H., un de ses derniers ouvrages, décrit avec une minutie chirurgicale et un luxe de commentaires, l'expérience initiatique d'une femme, la narratrice, qui découvre dans sa répulsion fascinée pour un cafard une image d'elle-même,,,,.
Elle écrit aussi pour la presse, rédigeant notamment, d'août 1967 à décembre 1973, des chroniques souvent drôles pour l'édition du weekend d'un quotidien national, O Jornal do Brasil.
Son dernier roman, L'Heure de l'étoile (A hora da estrela), raconte la vie d'une femme misérable de Rio de Janeiro, humiliée dans son intimité. Le narrateur s'appelle Rodrigo S.M., un auteur fictif. Écrit vers la fin de sa vie, ce dernier roman diffère nettement des précédents, en se consacrant très directement et explicitement à la pauvreté et à la marginalité au Brésil. Parmi ses meilleurs commentateurs en français, il faut citer Hélène Cixous et Claire Varin.
Clarice Lispector, dont les œuvres ont pour thème l'univers féminin, a également publié plusieurs textes de littérature d'enfance et de jeunesse où elle s'efforce de battre en brèche les stéréotypes de genre. Traductrice, elle signe le texte portugais du roman policier Hercule Poirot quitte la scène d'Agatha Christie.

### Mort et funérailles
Elle meurt d’un cancer en 1977, la veille de son 57e anniversaire. Elle est inhumée au cimetière juif de Caju à Rio de Janeiro.

## Hommages
- Le 10 décembre 2018, Google fête le 98e anniversaire de sa naissance avec un Google Doodle[15].

## Œuvres

### Romans
- Perto do Coração Selvagem (1944) Publié en français sous le titre Près du coeur sauvage, traduit par Denise-Teresa Moutonnier, Paris, Plon, coll. « Roman », 1954 (BNF 32388422) ; réédition sous le même titre dans une nouvelle traduction de Regina Helena de Oliveira Machado, Paris, Des femmes, 1982  (ISBN 2-7210-0218-X)
- O Lustre (1946) Publié en français sous le titre Le Lustre, traduit par Jacques et Teresa Thiériot, Paris, Des femmes, 1990  (ISBN 2-7210-0390-9)
- A Cidade Sitiada (1949) Publié en français sous le titre La Ville assiégée, traduit par Jacques et Teresa Thiériot, Paris, Des femmes, 1991  (ISBN 2-7210-0352-6)
- A Maçã no Escuro (1961) Publié en français sous le titre Le Bâtisseur de ruines, traduit par Violante Do Canto, Paris, Gallimard, coll. « Du monde entier », 1970  (ISBN 2-07-027179-X) ; réédition, Paris, Gallimard, coll. « L'imaginaire » no 424, 2000  (ISBN 2-07-075935-0)
- A Paixão Segundo G.H. (1964) Publié en français sous le titre La Passion selon G.H., traduit par Claude Farny, Paris, Des femmes, 1981  (ISBN 2-7210-0193-0); réédition dans une nouvelle traduction de Paulina Roitman et Didier Lamaison, Paris, Le Livre de Poche, coll. « Biblio », 2025  (ISBN 978-2-253251040)
- Uma Aprendizagem ou O Livro dos Prazeres (1969) Publié en français sous le titre Un apprentissage ou Le Livre des plaisirs, traduit par Jacques et Teresa Thiériot, Paris, Des femmes, 1978  (ISBN 2-7210-0136-1)
- Água Viva (1973) Publié en français sous le titre Água Viva, traduit par Regina Helena de Oliveira Machado, Paris, Des femmes, 1978  (ISBN 2-7210-0136-1)
- A Hora da Estrela (1977) Publié en français sous le titre L'Heure de l'étoile, traduit par Marguerite Wünscher, Paris, Des femmes, 1985  (ISBN 2-7210-0270-8); réédition dans une traduction révisée par Sylvie Durastanti, Paris, Le Livre de Poche, coll. « Biblio », 2022  (ISBN 978-2-253106708)
- Um Sopro de Vida (Pulsações) (1978) Publié en français sous le titre Un souffle de vie, traduit par Jacques et Teresa Thiériot, Paris, Des femmes, 1998  (ISBN 2-7210-0470-0)

### Recueils de contes et nouvelles
- Alguns Contos... (1952)
- Feliz Aniversário (1960)
- Laços de Família (1960) Publié en français sous le titre Liens de famille, traduit par Jacques et Teresa Thiériot, Paris, Des femmes, 1989  (ISBN 2-7210-0384-4)
- A Legião Estrangeira (1964)
- Felicidade Clandestina (1971) Publié en français sous le titre Corps séparés : contes et nouvelles, traduit par Jacques et Teresa Thiériot, Paris, Des femmes, 1993  (ISBN 2-7210-0444-1)
- A Imitação da Rosa (1973)
- A Via Crucis do Corpo (1974) Publié en français sous le titre Passion des corps, précédé de La Belle et la Bête, traduit par Claude Farny, Paris, Des femmes, 1984  (ISBN 2-7210-0263-5) ; réédition dans une traduction révisée par Sylvie Durastanti, Paris, Des Femmes/A. Fouque, 2012  (ISBN 978-2-7210-0623-3)
- Onde Estivestes de Noite (1974) Publié en français sous le titre Où étais-tu pendant la nuit ?, traduit par Geneviève Leibrich et Nicole Biros, Paris, Des femmes, 1985  (ISBN 2-7210-0285-6)

### Ouvrages de littérature d'enfance et de jeunesse
- O Mistério do Coelho Pensante (1967) Publié en français sous le titre Le Mystère du lapin pensant, précédé de La Vie intime de Laura, traduit par Jacques et Teresa Thiériot, Paris, Des femmes, 2004  (ISBN 2-7210-0495-6)
- A Mulher que Matou os Peixes (1968) Publié en français sous le titre La Femme qui tuait les poissons, suivi d'une interview de l'auteure, traduit par Séverine Rosset et Lúcia Cherem, Paris, Ramsay-de Cortanze, 1990  (ISBN 2-85956-843-3) ; réédition de la même traduction sous le titre La Femme qui a tué les poissons, illustrations de Gabriella Giandelli, Paris, Seuil, 1977  (ISBN 2-02-028244-5)
- A Vida Íntima de Laura (1974) Publié en français sous le titre La Vie intime de Laura, suivi de Le Mystère du lapin pensant, traduit par Jacques et Teresa Thiériot, Paris, Des femmes, 2004  (ISBN 2-7210-0495-6)
- Quase de Verdade (1978)
- Como Nasceram as Estrelas: Doze Lendas Brasileiras (1987) Publié en français sous le titre Comment sont nées les étoiles : douze légendes brésiliennes, traduit par Jacques et Teresa Thiériot, Paris, Des femmes, 2005  (ISBN 2-7210-0511-1)

### Ouvrages posthumes
- A Bela e a Fera (1979), recueils de contes et nouvelles inédits
- A Descoberta do Mundo (1984), anthologie de chroniques parues dans le Jornal do Brasil entre août 1967 et décembre 1973 Publié en français sous le titre La Découverte du monde : 1967-1973, traduit par Jacques et Teresa Thiériot, Paris, Des femmes, 1995  (ISBN 2-7210-0452-2)
- Como Nasceram as Estrelas (1987), contes inédits pour enfants
- Cartas Perto do Coração (2001)
- Correspondências (2002) Publié en français de façon partielle sous le titre Lettres près du coeur, traduit par Claudia Poncioni et Didier Lamaison, Paris, Des femmes/Antoinette Fouque, 2016  (ISBN 978-2-7210-0660-8)
- Aprendendo a Viver (2004) Publié en français sous le titre Le Seul Moyen de vivre : lettres, traduit par Maryvonne Lapouge-Pettorelli, Paris, Payot & Rivages, coll. « Bibliothèque Rivages », 2009  (ISBN 978-2-7436-2035-6) ; réédition, Paris, Payot & Rivages, coll. « Rivages poche. Petite bibliothèque » no 743, 2012  (ISBN 978-2-7436-2331-9)
- Outros Escritos (2005), recueils de textes divers
- Correio Feminino (2006), recueils de textes féministes écrits dans des journaux des années 1950 et 1960
- Entrevistas (2007), recueil d'entretiens accordés dans les années 1960 et 1970  Rencontres brésiliennes comporte plusieurs entretiens accordés par Clarice Lispector à la presse brésilienne, présentés et traduits en français par Claire Varin, avec en regard plusieurs extraits de textes et documents iconographiques, 2e édition, Montréal, Triptyque, 2007  (ISBN 978-2-89031-608-9)
- Minhas Queridas (2007), correspondance Publié en français sous le titre Mes chéries : lettres à mes sœurs 1940-1957, traduit par Claudia Poncioni et Didier Lamaison, Paris, Des femmes/Antoinette Fouque, 2015  (ISBN 978-2-7210-0644-8)
- Só para Mulheres (2008), recueil de textes féministes écrits dans des journaux des années 1950 et 1960
- De amor e amizade: crônicas para jovens (2010), recueil de chroniques journalistiques
- Todos os Contos (2016), édition complètes des contes et nouvelles Publié en français sous le titre Nouvelles, Paris, Des femmes, 2017  (ISBN 978-2-7210-0676-9)